# Lista de unidades federativas do Brasil por número de médicos para cada grupo de mil habitantes

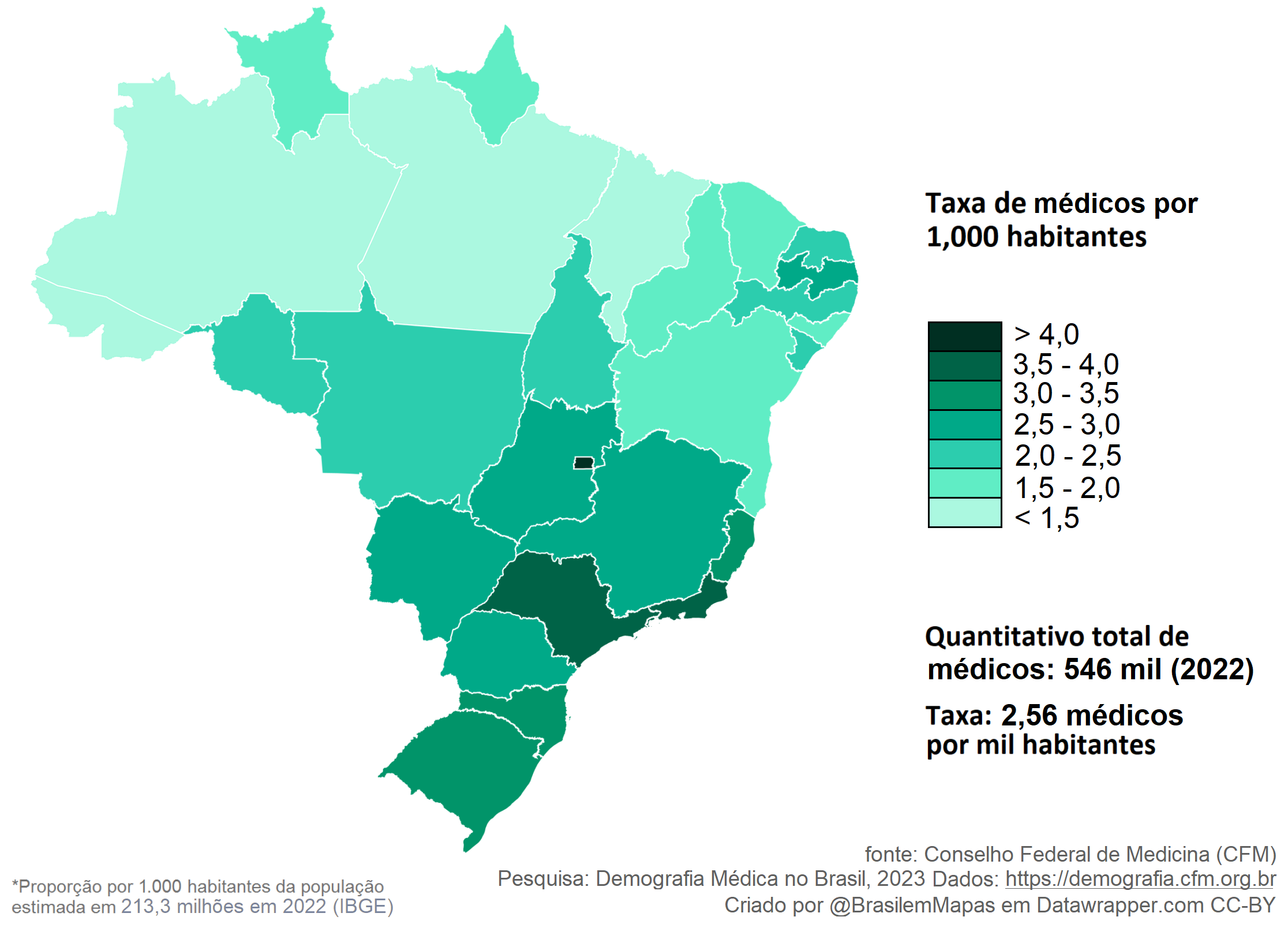
Proporção de médicos a cada 1,000 habitantes em 2022, de acordo com o Conselho Federal de Medicina (CFM)

Esta é uma lista de unidades federativas do Brasil por número de médicos a cada mil habitantes em 2022, segundo dados mais atuais do estudo Demografia Médica no Brasil da Faculdade de Medicina da USP (FMUSP) em cooperação técnica com o Conselho Federal de Medicina (CFM).
O Brasil é uma república federativa formada pela união de 26 estados federados e do Distrito Federal. Segundo o Conselho Federal de Medicina, o Brasil possuía 546.171 médicos regularmente registrados em 2022, dentre 213,3 milhões de pessoas (IBGE). Proporcionalmente, há 2,56 médicos para cada grupo de 1,000 habitantes.
A unidade federativa com a maior taxa é o Distrito Federal, cuja proporção é de 5,53 médicos para cada mil habitantes, seguido pelo Rio de Janeiro (3,77) e São Paulo (3,50). Já as menores taxas estão nos estados do Pará (1,18), Maranhão (1,22) e Amazonas (1,36).

## Classificação por unidades federativas do Brasil
Número de médicos por mil habitantes em 2022
| Posição | Unidade Federativa  | Quantitativo | Médicos por 1.000 hab |
| ------- | ------------------- | ------------ | --------------------- |
| 1       | Distrito Federal    | 17.100       | 5,53                  |
| 2       | Rio de Janeiro      | 65.855       | 3,77                  |
| 3       | São Paulo           | 163.430      | 3,50                  |
| 4       | Santa Catarina      | 22.407       | 3,05                  |
| 5       | Rio Grande do Sul   | 34.803       | 3,04                  |
| 6       | Espírito Santo      | 12.335       | 3,00                  |
| 7       | Minas Gerais        | 62.266       | 2,91                  |
| 8       | Paraíba             | 11.396       | 2,81                  |
| 9       | Paraná              | 32.525       | 2,80                  |
| 10      | Mato Grosso do Sul  | 7.589        | 2,67                  |
| 11      | Goiás               | 19.019       | 2,64                  |
| 12      | Mato Grosso         | 8.116        | 2,28                  |
| 13      | Pernambuco          | 21.589       | 2,23                  |
| 14      | Tocantins           | 3.489        | 2,17                  |
| 15      | Sergipe             | 5.018        | 2,15                  |
| 16      | Rondônia            | 3.847        | 2,12                  |
| 17      | Rio Grande do Norte | 7.463        | 2,10                  |
| 18      | Ceará               | 17.509       | 1,89                  |
| 19      | Amapá               | 1.614        | 1,84                  |
| 20      | Alagoas             | 6.178        | 1,84                  |
| 21      | Bahia               | 27.362       | 1,83                  |
| 22      | Piauí               | 5.965        | 1,81                  |
| 23      | Roraima             | 1.070        | 1,64                  |
| 24      | Acre                | 1.278        | 1,41                  |
| 25      | Amazonas            | 5.796        | 1,36                  |
| 26      | Maranhão            | 8.743        | 1,22                  |
| 27      | Pará                | 10.359       | 1,18                  |
| -       | Brasil              | 546.171      | 2,56                  |

### Classificação por região
| Posição | Regiões      | Quantitativo | Médicos por 1.000 hab (2022) |
| ------- | ------------ | ------------ | ---------------------------- |
| 1       | Sudeste      | 303.886      | 3,39                         |
| 3       | Centro-Oeste | 51.824       | 3,10                         |
| 2       | Sul          | 89.734       | 2,95                         |
| 4       | Nordeste     | 111.223      | 1,93                         |
| 5       | Norte        | 27.453       | 1,45                         |

## Histórico do número de médicos, 2010 e 2020
| Pos. | Unidade federativa  | Quantitativo 2010 | Médicos por 1.000 hab 2010 | Quantitativo 2020 | Médicos por 1.000 hab 2020 |
| ---- | ------------------- | ----------------- | -------------------------- | ----------------- | -------------------------- |
| 1    | Distrito Federal    | 10.300            | 4,02                       | 15.413            | 5,11                       |
| 2    | Rio de Janeiro      | 57.175            | 3,57                       | 63.873            | 3,70                       |
| 3    | São Paulo           | 106.536           | 2,58                       | 146.970           | 3,20                       |
| 4    | Rio Grande do Sul   | 24.716            | 2,31                       | 32.838            | 2,89                       |
| 5    | Espírito Santo      | 7.410             | 2,11                       | 11.070            | 2,75                       |
| 6    | Minas Gerais        | 38.680            | 1,97                       | 56.412            | 2,66                       |
| 7    | Santa Catarina      | 11.790            | 1,89                       | 18.927            | 2,64                       |
| 8    | Paraná              | 18.972            | 1,82                       | 28.513            | 2,49                       |
| 9    | Mato Grosso do Sul  | 3.983             | 1,63                       | 6.552             | 2,36                       |
| 10   | Goiás               | 9.898             | 1,65                       | 16.027            | 2,28                       |
| 11   | Paraíba             | 4.886             | 1,30                       | 8.194             | 2,04                       |
| 12   | Pernambuco          | 13.241            | 1,51                       | 19.318            | 2,02                       |
| 13   | Tocantins           | 1.771             | 1,28                       | 3.155             | 2,01                       |
| 14   | Rio Grande do Norte | 4.392             | 1,39                       | 6.741             | 1,92                       |
| 15   | Mato Grosso         | 3.735             | 1,23                       | 6.666             | 1,91                       |
| 16   | Sergipe             | 2.804             | 1,36                       | 4.379             | 1,90                       |
| 17   | Rondônia            | 1.738             | 1,11                       | 3.160             | 1,78                       |
| 18   | Ceará               | 9.362             | 1,11                       | 15.100            | 1,65                       |
| 19   | Bahia               | 17.014            | 1,21                       | 24.413            | 1,64                       |
| 20   | Piauí               | 3.125             | 1,00                       | 5.250             | 1,60                       |
| 21   | Roraima             | 596               | 1,32                       | 975               | 1,61                       |
| 22   | Alagoas             | 3.659             | 1,17                       | 5.266             | 1,58                       |
| 23   | Amazonas            | 3.828             | 1,10                       | 5.398             | 1,30                       |
| 24   | Acre                | 755               | 1,03                       | 1.058             | 1,20                       |
| 25   | Amapá               | 643               | 0,96                       | 1.006             | 1,19                       |
| 26   | Maranhão            | 4.486             | 0,68                       | 7.642             | 1,08                       |
| 27   | Pará                | 6.300             | 0,83                       | 9.212             | 1,07                       |
| –    | Brasil              | 371.788           | 1,95                       | 523.528           | 2,49                       |